# 13è districte de París
El 13è districte és un dels vint districtes de París, França. Es troba a la riba esquerra del Sena. És famós perquè conté el barri xinès de París, que es troba al sud-est del districte, a una zona que té molts blocs d'apartaments.
El 13è districte també conté la Biblioteca François Mitterrand i el nou barri de negocis de París, el Paris Rive Gauche.

## Geografia
El 13è districte té una àrea de 7,146 km².

## Demografia
La població del 13è districte està en creixement a causa de l'arribada d'immigrants asiàtics. A l'últim cens (1999), la població era de 171.533 habitants, i comptava amb 89.316 llocs de treball.
| Any (dels censos francesos) | Població | Densitat (hab. per km²) |
| --------------------------- | -------- | ----------------------- |
| 1872                        | 69.431   | 12.342                  |
| 1954                        | 165.620  | 23.164                  |
| 1962                        | 166.709  | 23.329                  |
| 1968                        | 158.280  | 22.149                  |
| 1975                        | 163.313  | 22.854                  |
| 1982                        | 170.818  | 23.904                  |
| 1990                        | 171.098  | 23.943                  |
| 1999 (població màxima)      | 171.533  | 24.004                  |

## Barris
Cadascun dels vint districtes de París se subdivideix en quatre barris (quartiers). Aquests són els quatre barris del 13è districte:
- Quartier de la Salpetrière
- Quartier de la Gare
- Quartier de la Maison-Blanche
- Quartier de Croulebarbe

## Mapa

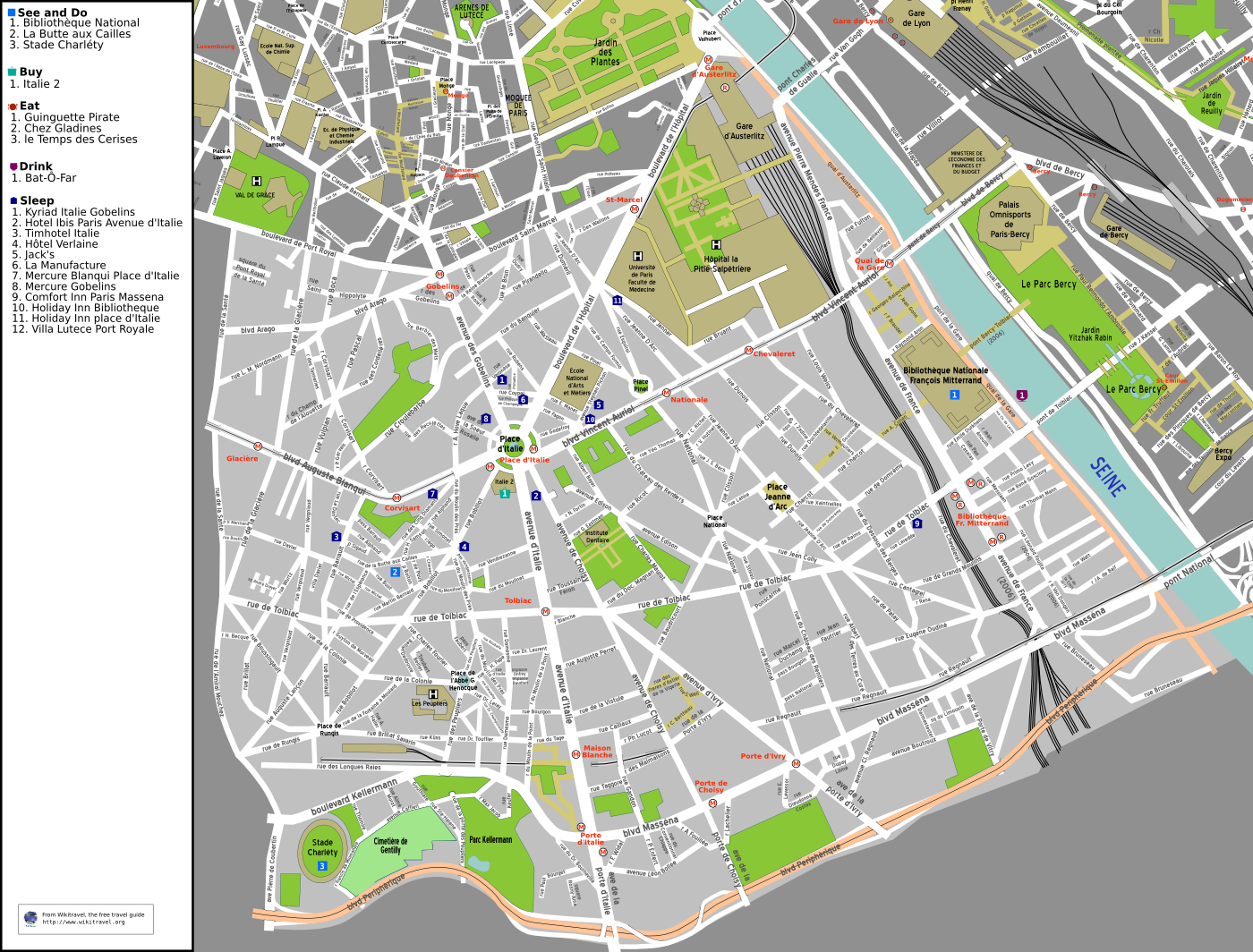
Mapa del 13è districte

## Llocs del 13è districte

### Llocs d'interès
- El barri xinès de París
  - Les Olympiades, Super-Italie i altres gratacels
  - Els comerços asiàtics Tang Frères i Paristore
- La Biblioteca Nacional de França
- Hospital de la Pitié-Salpêtrière
- Butte-aux-Cailles, barri amb carrers empedrats i cases pintoresques, també amb dues piscines, amb portes i sales Art Déco declarades monuments històrics.[2]
- Gare d'Austerlitz
- Nova seu del Grup Le Monde, edifici dissenyat per l'estudi d'arquitectes noruec Snøhetta[3][4]
- Manufacture des Gobelins
- Passerelle Simone de Beauvoir, en acer corrugat, una passarel·la dedicada a la circulació no motoritzada que travessa el Sena fins al parc de Bercy.[5]

### Carrers i places
- Rue Zadkine
- Boulevard de la Zone
- Place d'Italie
- Rue du Moulin-des-Prés, amb un conjunt de cases de pedra, les façanes de les quals estan decorades amb maons i mosaics.[2]
- Jardins des Gobelins o Square René le Gall, coneguts per la seva rosaleda i glorietes.[5]